# Фокстрот
Плес Фокстрот потиче из старог плеса “Онестеп”-а и “Раг”-а. Онестеп је стигао у Европу из Америке 1910. године, и брзо је постао популаран захваљујући својим једноставним покретима. Чак се са својом популарношћу могао такмичити са Тангом, а истиснуо је и Валцер. За Раг је карактеристичан корак који се игра са савијеним коленима.

## Опис Фокстрот плеса
Foxtrot је настао у лето 1914. године, када је Хари Фокс, као део своје тачке, изводио енгл. „trotting steps to ragtime music“, и тако су људи његов плес назвали Фоксов трот (енгл. „Fox's Trot“).
Талентовани плесачи који су га наследили и допринели су његовом вртоглавом развоју и популарности. Фокстрот је сигурно једно од највећих открића на пољу друштвеног и спортског плеса. Комбинација брзих и спорих корака дозвољава више флексибилности и доприноси већем ужитку, који старе комбинације од једног или два корака нису допуштале.
Фокстрот представља најзначајнији развој у стандардним плесовима. Комбинација брзих и спорих корака дозвољава више флексибилности, и пружа значајно веће плесно задовољство, него корак или двокорак, који се раније плесао. Постоји много више варијанти фокстрота него било ког другог плеса, и на неки начин представља плес који се најтеже учи.
Енглески учитељи су радили на његовом даљем развоју, и 1922. године је добио данашњу форму. Године 1924, се раздвојио на једну спорију варијанту - слоуфокс (енгл. Slowfox), и једну брзу под именом квикстеп (енгл. Quickstep).

### Слоуфокс
Слоуфокс је плес у којем се плесачи непрекидно крећу по плесном подијуму, клизајућим и дугим кораком, притом не одвајајући стопала од пода. Слоуфокс је отмен, са пуно континуираних корака унапред и уназад по тачно утврђеној линији. Веома је технички захтеван плес.
Слоуфокс је заснован на линеарној варијацији, продужених, клизећих корака, док је квикстеп најведрији, највеселији друштвени плес.
Музика за слоуфокс: лагана, суздржана, мелодична, правилна. Елеганцију овог плеса наглашава саксофон, кларинет или виолина. Такт: 4/4-ски. Темпо: 28-30 бпм.
Због своје сложености кораци слоуфокса се учи на вишим нивоима и код такмичара, јер уколико се добро не увежба не одражава карактер плеса који је потребан. Други проблем је што за слоуфокс треба пуно простора а то плесни подијуми на плесним вечерима и забавама не задовољавају.

### Квикстеп
Квикстеп се коначно од 1927. године устаљује на такмичењима као пети стандардни плес. После Другог светског рата се стилом много мењао, тако што су га допунили са поскоцима и ритмичним корацима.
За разлику од слоуфокса, музика за квикстеп звучи као брзи Фоxтрот, квикстеп се сматра као спој између валцера и чарлстона. Плес садржи лагане високе покрете стопала као у Чарлстону, као и „лебдење кроз простор“ карактеристично за Валцер.
У плесним школама се првенствено учи корак квикстепа и то једноставнија варијанта без поскока и компликованих брзих фигура и кореографија. У таквом облику ово је један од најпрактичнијих плесова јер се може играти на пуно различитих ритмова, на пример од диска до ча ча ча. Веома је употребљив на местима где се не свира и не игра строго плесна музика. Такође се може комбиновати са кораком диска или сентиша - блуза.
Музика за квикстеп: изузетно брза, весела, вировита, виртуозна. Карактеристични инструменти су труба и саксофон. Такт: 4/4. Темпо: 50 бпм.

## Основни кораци
Основни корак напред-назад, десни окрет у месту, леви окрет у месту, десни осовински окрет, леви окрет као у тангу са променом ритма, леви и десни окрет као у бечком валцеру са променом ритма, маказице (лок степ) унапред и уназад.
Ово су основни кораци и фигуре које се уче у плесним школама и играју на плесним вечерима најчешће. Технички нису захтевне као ни основни корак, али је предуслов да се он добро увежба, посебно код мушкараца. Ако се добро увежба основни корак омогућава мушкарцу одлично вођење и оријентацију у простору што га чини више покретљивим у свим правцима.
По правилу, као и остали стандардни плесови кретање у фокстроту је у круг по ободу плесног подијума, супротно од кретања казаљке на сату.

## Историја
Плес је премијерно изведен 1914. године, брзо привукавши пажњу дуета мужа и жене Вернон и Ирена Касл, који су овом плесу дали његову грациозност и стил. Порекло имена плеса је нејасно, иако је по једној теорији плес добио име по свом популаризатору, водвиљском глумцу Харију Фоксу. Два извора, Вернон Касл и учитељ плеса Бети Ли, сматрају да су афричко амерички плесачи извор фокстрота. Касл је видео плес, који су „плесали црнци, према његовом личном познавању, током петнаест година, у извесном ексклузивном клубу за обојене”.
В. К. Хенди („отац блуза”) напомиње у својој аутобиографији да је његов "The Memphis Blues" био инспирисан фокстротом. Током паузе од брзог касл вока и једно-корака, музички директор Вернона и Ирене Касл, Џејмс Рис Јуроп, би полако свирао мемфис блуз. Каслови су били заинтригирани тим ритмом, и Џим је запитао зашто они не креирају спори плес за ту музику. Каслови су увели оно што су они у то време звали „бани хаг” у једном магазинском чланку. Убрзо након тога, они су отишли у иностранство и, усред океана, послали бежичну везу часопису да промени назив плеса из „бани хаг” у „фокстрот”. Плес је накнадно стандардизовао Артур Мари, у чијој верзији он почиње да имитира позиције танга.
На самом почетку, фокстрот је оригинално плесао у регтајм стилу. Од краја 1910-их до 1940-их, фокстрот је био најпопуларнији брзи плес, а велика већина снимака издатих током ових година су били фокстроти. Валцер и танго, иако популарни, никада нису премашили фокстрот. Чак и популарност линди хопа 1940-их није утицала на популарност фокстрота, будући да је могао да се плеше уз исту музику као и линди хоп. 
У пролеће 1923. каже се да је у Београду "Готово сав наш млађи свет колико женски толико и мушки заражен је болешћу која се зове фостртоманија ". Конференција директора београдских гимназија је одлучивала могу ли ђаци организовати "матинее" са фокстротом и другим играма (ванстеп, шими итд.).
Кад се рокенрол први пут појавио током раних 1950-их, дискографске куће нису биле сигурне који би стил плеса био највише примјењив на ту музику. Тако је, предузеће Дека Рекордс иницијално обележавало своја рокенрол издања као „фокстрот”, при чему је најзапаженији био случај песме „Rock Around the Clock” групе Бил Хејли и његове комете. Пошто је тај снимак, по неким проценама, продат у више од 25 милиона примерака, „Rock Around the Clock” би се могао сматрати најпродаванијим „фокстротом” свих времена.

## Стилови
Три различита стила спорог фокстрота су у уобичајеној употреби међу плесачима данас: амерички друштвени стил, амерички стил континуитета и интернационални стил. Сва три су партнерски плесови у којима плесачи напредују по плесном подију у смеру супротном од казаљке на сату, а плеше се уз скоро исту музику. Међутим, они се значајно разликују по техници, позицијама и фигурама.

### Амерички друштвени фокстрот
Амерички друштвени стил је био, и донекле је још увек јесте, широко коришћен у Сједињеним Државама као друштвени и партијски плес. Посебно је погодан за плес у препуној просторији, од стране партнера који се можда добро познају, а можда и не, и који су можда имали или нису имали много формалне обуке у плесу. Његова дефинитивна карактеристика је да играчи затварају стопала на крају готово сваке фигуре, за разлику од преласка стопала као у друга два стила. Као резултат тога, плесачи прилично споро напредују по просторији, а неке фигуре се могу чак и плесати на месту. Штавише, скоро свака фигура почиње у приближно истом положају, при чему су два партнера окренута једно према другом у затвореном положају, а мушкарац почиње на левој нози. Пошто свака фигура тако лако и доследно води у следећој, лидеру је прилично лако да наниже више фигура у ходу у редоследу који се стално мења. Телесни контакт је непотребан и генерално се не очекује; све фигуре се могу водити кроз оквир који формирају руке. Отуда се избегава потенцијална социјална незгодност телесног контакта између партнера који се не познају добро. Пошто је амерички друштвени стил једини стил дозвољен на бронзаном (почетном) нивоу плесног такмичења америчког стила, овај стил је понекад познат и као „амерички бронзани фокстрот”.

### Амерички стил континуитета
Амерички стил континуитета се широко користи у Сједињеним Државама као такмичарски плес и као основа за формацијски плес и извођачке уметности. То је стил који се генерално види у америчким музичким позоришним продукцијама и на филму. Он се разликује од друштвеног стила по томе што плесачи прелазе стопала на крају сваке фигуре, уместо да их затварају. Сходно томе, плесачи напредују много брже по просторији, на глатки, континуирани начин који стилу даје име. Разликује се од међународног стила по томе што контакт тела није обавезан. Ово дозвољава плесним партнерима да заузму много шири избор позиција и, стога, да изведу многе врсте фигура које нису могуће у међународном стилу. Како се амерички стил континуитета очекује на сребрном нивоу у плесним такмичењима америчког стила и изнад, овај стил је понекад познат и као „амерички сребрни фокстрот”.

### Међународни стил
Интернационални (британски) стил се широко користи у Европи и Великој Британији као друштвени и такмичарски плес. Његова дефинитивна карактеристика је да партнери морају стално одржавати телесни контакт. Сходно томе, разноликост могућих фигура и позиција је много ограниченија него у америчком стилу. Плесачи се концентришу на стварање слике глатког, клизајућег покрета по плесном подију. Употреба контакта са телом омогућава извођење веома уских окрета, што је додатно побољшано широком употребом окрета пете. Ова употреба окрета пете, и напор потребан да се произведе жељени покрет клизања, дају интернационалном стилу фокстроту репутацију као можда најтежег од свих балских плесова за добро извођење.